# Leucauge subtessellata
Leucauge subtessellata este o specie de păianjeni din genul Leucauge, familia Tetragnathidae, descrisă de Zhu, Song și Zhang în anul 2003. Conform Catalogue of Life specia Leucauge subtessellata nu are subspecii cunoscute.